# Jean-Conrad Hottinguer

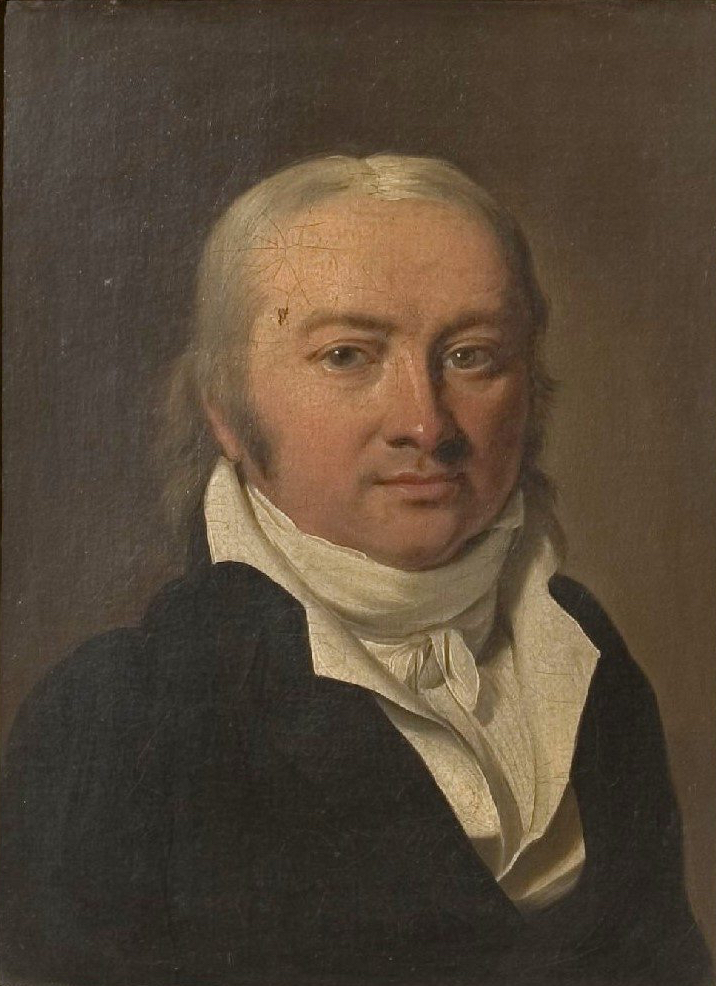
Jean Conrad Hottinguer (Boilly)

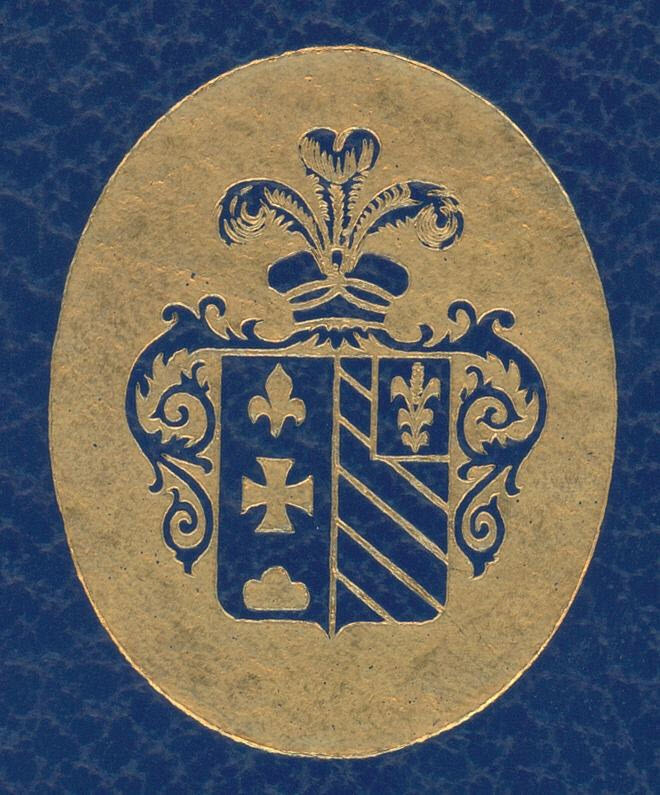
Escudo del Barón Hottinguer.

Jean-Conrad Hottinguer, con el nombre de nacimiento de Hans-Conrad, (Zúrich, 15 de febrero de 1764 - París, 12 de septiembre de 1841) fue Barón del Imperio, Caballero de la Legión de Honor y banquero suizo-francés.

## Historia familiar
Desde 1362, el nombre Hottinger ha estado vinculado estrechamente con la vida política, comercial, económica, cultural y religiosa en Europa. En 1401, Hans, Heinrich y Rudolf Hottinger fueron nombrados los «Burgos de Zürich». Tras los pasos de su padre en 1507, Rudolph Hottinger se convirtió en un miembro del Gran Consejo Zürich. En las décadas que siguieron, los miembros de la familia Hottinger se distinguieron como cirujanos, académicos y teólogos. En 1740, Hans-Rudolph presentó a la Hottinger familia en el mundo de los negocios y el comercio, aunque la familia siguió ocupando importantes cargos públicos. Sin embargo, la familia Hottinger dedicó la mayor parte de su energía a la banca.

## Carrera
Jean-Conrad, nació en 1764 y se le impuso el nombre de Hans-Konrad, que luego cambió por el que fue conocido Jean-Conrad. Estudió finanzas en Ginebra, donde tuvo un particular interés en las leyes comerciales y el comercio internacional. Se dedicó al estudio del endeudamiento público tanto en Francia como en Inglaterra.
En 1784, Hottinguer salió de la ciudad de Zürich a seguir una carrera de negocios en París. Debido a la labor de Jean-Conrad, el nombre Hottinger apareció bajo el título de "Banqueros" en el Almanach Royal de Francia en 1784. Durante los años turbulentos de la Revolución Francesa, la banca y las asociaciones comerciales se cerraron para renacer más tarde en el marco del Directorio. Hottinguer se fue de Francia durante este período problemático y viajó alrededor de Europa y América. Durante este tiempo, hizo una variedad de contactos, y estableció una útil red de negocios en todo el mundo. Esto resultó en una serie de fructíferas relaciones comerciales, incluyendo personas como el obispo de Autun y Charles Maurice de Talleyrand-Périgord.
Después de muchos años de viaje, Hottinguer finalmente regresó a Francia en 1796 para seguir trabajando. El negocio volvió a Hottinger & Cie en París, una vez que terminó la Revolución. La economía francesa fue nuevamente capaz de funcionar correctamente cuando la banca y el comercio se habían reanudado. Hottinger & Cie se convirtió íntimamente involucrado en el comercio financiero y las industrias en Francia, Suiza y muchas otras zonas del mundo gracias a la labor de Hottinguer.
En el comienzo del siglo XIX, un amigo de la familia y asociado, Henri Escher, estableció la primera oficina Hottinger de representación en América. Su hijo, Alfred Escher, fundó Credit Suisse, la Escuela Politécnica de Zürich, y la compañía de ferrocarril Gothard antes de ser nombrado Presidente del Consejo Nacional. Por sus logros, la ciudad de Zürich lo reconoce con una estatua.
En 1803, Hottinguer fue nombrado como uno de los miembros fundadores de la Junta de Gobernadores del Banque de France. A continuación, pasó a convertirse en un miembro del Consejo general del comercio y luego presidente de la Cámara de Comercio e Industria. El 19 de septiembre de 1810, se le hizo barón del imperio francés. Este título hereditario pasaría al hijo mayor de cada barón.
Hottinger más tarde se interesó en la industria de seguros. En el primer año en que el sector de los seguros fue abierto a los banqueros, creó la primera Compagnie Royale D' Assurances. En 1818, se unió a Benjamin Delesserts para crear el Caisse D `Epargne et de Prévoyance de París, este fue el primer banco de ahorros en Francia. Jean-Conrad murió en 1841 y luego fue sucedido por su hijo Jean-Henri Hottinguer.